# Un mostro di nome Lila
Un mostro di nome Lila è un film del 1998 diretto da Enrico Bernard.
Il soggetto è tratto dall'omonima opera teatrale sempre di Enrico Bernard. Il film venne presentato anche in Svizzera al Locarno Festival. Il film oltre che uscire nelle sale anche in Svizzera, in Italia avrà anche sette edizioni homevideo.
Dal film venne realizzato anche un calendario con Éva Henger.
Lila sarà la protagonista anche dei film I sogni proibiti di Lila del 1999 e La natura di Lila del 2006, sempre per la regia di Enrico Bernard.

## Trama
Fa da sfondo uno scenario montano. Una donna cerca le sue zone d'ombra interiori; ariva anche un uomo, uno sconosciuto che irrompe nelle sue fantasie erotiche.